# Бандитський Петербург. Фільм 6. Журналіст
Банди́тський Петербу́рг. Фільм 6. Журналі́ст — російський мінісеріал 2003 року. Прем'єра відбулася 21 квітня 2003 року на телеканалі НТВ.

## У ролях
- Олександр Баргман — віце-губернатор Санкт-Петербурга Кирило Гринько
- Борис Бірман — Саша Солдат / Олександр Мальцев
- Олександр Блок — Валерій Ледогоров / «Бабуїн»
- Лев Борисов — Віктор Павлович Говоров / «Антибіотик»
- Олександр Домогаров — Андрій Обнорський / Серьогін
- Ігор Іванов — Журавський Сергій Сергійович
- Леонід Михайлівський — опер Семен Галкін
- Сергій Лисов — полковник Павло Сергійович Тихорєцький
- Неллі Попова — дружина Гринько
- Михайло Разумовський — колишній опер Олександр Звєрєв
- Олександр Романцов — банкір Наумов Микола Іванович
- Анна Самохіна — Катерина Званцева
- Євген Сидіхін — Кудасов Микита Микитович
- Олена Симонова — Ратникова
- Сергій Власов — Кравцов
- Олеся Судзиловська — колишній суддя Анастасія Михайлівна Тихорецька, дружина полковника
- Юрій Цурило — Роман Костянтинович Семенов, колишній офіцер спецслужб секретного відділу ЦК КПРС
- Юхим Іоффе — Коростильов
- Віталій Гордієнко — опер, Вислежівающій Антибіотика
- Юзеф Мироненко — Сивий
- Олександр Носов — бандит «Грач»
- Дмитро Ісаєв — бойфренд Тихорецької
- Анатолій Худолєєв — майор Чайковський
- Сергій Мурзін — Стас
- Олександр Тюрін — банкір Монахов
- Сергій Кудімов — «Кащей»

### Озвучування
- Ігор Шибанов — «Антибіотик»
- Ігор Добряков — Коростильов; Аркадій Монахов; бандит «Грач»
- Валерій Захар'єв — опер, Вислежівающій Антибіотика
- Валерій Кухарешин — текст за кадром

## Знімальна група
- Режисери: Андрій Бенкендорф, Владислав Фурман
- Автор сценарію: Володимир Вардунасом, Андрій Константинов (роман)
- Оператор-постановник: Валерій Мюльгаут
- Художник-постановник: Юрій Пашігорев
- Композитор: Ігор Корнелюк
- Звукорежисер: Михайло Вікторів
- Монтаж: Марія Амосова, Олександр Зарецький,
- Художник-гример: Олена Козлова
- Художник по костюму: Дорожкіна Тетяна
- Режисер: Сергій Макарічев
- Оператор: Олександр Богданчиков
- Редактор: Фріжета Гукасян
- Підбір акторів: Костянтин Віссаріонов
- Постановник трюків: Сергій Головкін
- Виконавчий продюсер: Володимир Бортко, Георгій Мауткін
- Продюсер: Володимир Досталь

## Короткий зміст
За мотивами твору Андрія Константинова та Олександра Новикова «Сміттяр».
1995 рік. Журналіст Обнорський і колишній опер Звєрєв виходять на свободу, де знову потрапляють у криваві розбірки. У Пітері, як і раніше верховодить Антибіотик, але є вже дехто і крутіше — куратор злочинного світу Наумов. Спецслужби, використовуючи факти з минулого життя Обнорського, змушують його брати участь в їх делікатних операціях з пошуку і повернення «грошей партії».

### Перша серія
Андрій Обнорський покинув колонію ІК-349/13 під Нижнім Тагілом. На виході з колонії Обнорського зустрічає Олександр Петрович Рогозін, посланий Семеновим. Він з підручним зобов'язує Андрія слідувати на їхньому автомобілі, а не на під'їхала « ЛіАЗ». За їх «Волгою» спрямовується «BMW» з чотирма невідомими. З'ясовується, що це люди, послані Наумовим «для контролю». Підручному Рогозіна вдається затримати бандитів, простреливши їм колеса. У ресторані, де компанія зібралася пообідати, Обнорський затіває бійку з місцевими «крутими». В Пітері його зустрічають мати і батько, які радять йому не мати справ з Наумовим. Андрій телефонує Каті. Та просить його скоріше прилетіти, оскільки вона скучила. Андрій дає відповідь, що у нього немає навіть громадянського паспорта. Катя запевняє його, що Микола Іванович дасть все. Микола Іванович знову посилає Андрія до Каті в Швеції, а сам веде торг з якимсь Кирилом Гринько з приводу майбутніх виборів і його власних інтересів у цій справі.
Андрій вже мчить на автомобілі Стокгольмським тунелем, вулицями шведської столиці. Він знову зустріне Катю. Серьогін в одному з ювелірних салонів купує в подарунок Каті сережки.

### Друга серія
В Катриному особняку Андрія чекає «сюрприз» — послана сюди Семеновим з метою недопущення комбінацій Лена Ратникова, колись сильно ображена Обнорського. Спочатку Андрія проживання Каті з Оленою ставить у глухий кут, але далі в його голові все налагоджується.
Незабаром в Стокгольм прилітає Наумов-контролювати хід передачі грошей. Для Андрія приліт Миколи Івановича також означає початок операції з видачі 60 мільйонів доларів, яка служить запорукою свободи для Андрія. Поки Андрій їхав з Наумовим в автомобілі, його в душі терзала думка — витягти з машини Наумова і бити його головою об камінь. Однак, він розумів, що тоді неминуча загибель багатьох людей.
Катя проводить нараду з Наумовим. У перерві вона запрошує ввечері Андрія на сеанс в Королівський Оперний театр. Андрій під час прогулянки на човні по одному з каналів зустрічається зі своїм співавтором — шведом Ларсом і, посилаючись на брак грошей на побачення, бере у нього в борг грошей на покупку костюма. У будівлі театру Андрій, ображений поведінкою Каті, не віддає їй приготовані в подарунок сережки.
Вранці Обнорський прокидається і бачить записку: «Сьогодні ми розв'язується з Наумовим». У цей час Андрій підходить до ванної, а там приймає гарячу ванну Олена. Вона спокушає Андрія: просить передати їй халат і, надівши халат, непомітно для Серьогіна, душиться духами з феромонами. У них трапляється зв'язок.
Повернулася Катя слухає запис їх інтимної сцени і розмова про те, яким чином будуть перекидатися через кордон мільйони доларів. Її долари. Вона вирішує помститися за зраду і стравити Наумова з «антибіотик». Цей план у неї намалювався в думках недавно. Андрій в її задумі брати участь відмовляється, і це додає їй ще більшу рішучість.
Утрьох (Катя, Андрій і Олена) їдуть в якесь місце через густі ліси. На шведсько — фінської кордоні їх зустрічає Валентин Кравцов на своєму «Фольксвагені». Всі четверо з'їжджають в глухий ліс і там в тайник автомобіля Кравцова напихають 3,5 мільйона доларів. Там Катя прощається з ними. Як тільки вони від'їхали, вона дзвонить «антибіотик» і попереджає його про цінне вантаж.
Лена, Андрій та Кравцов благополучно проходять митницю на державному кордоні між Фінляндією та Росією. Роман Костянтинович (Семенов) дзвонить Наумову і каже, що через півгодини машина з 3,5 млн доларів буде в Виборг е. А в цьому час Андрій з Оленою і Кравцовим перекушують в придорожньому кафе. Там же вони і зустрічають свою охорону-вісьмох осіб. Коли вони від'їхали, під стіною кафе чоловік, замаскувався під бродягу, дав сигнал «антибіотик». А той, в свою чергу, дав указ бандиту «Кащею», який майже з двадцятьма збройними «бійцями» чатував «Фольксваген» Валентина Кравцова.
«Бійці» «Кащея» встановили на дорозі лжепост ДАІ. Коли хлопці зупинилися на цьому «посту», Катя повідомила по мобільному телефону Андрію, що вона його підставила «антибіотик». Кравцов різко дав газ. Зав'язалася перестрілка. Майже всі загинули, крім Андрія, Олени та охоронця Віктора. Загинули також декілька бандитів …

### Третя серія
Після того, як Андрій, Олена і Віктор відбили напад, з великими втратами, Андрій відбився від компанії і пішов кудись у ліс.
«Антибіотик», дізнавшись про провал операції, посилає «Кащея» «підчищати» дорогу, а сам в лахмітті бомжа ховається з міста. Передчуває, що на нього вже полюють люди Наумова.
Семенов заявляє Наумову, що виходить з гри — гроші не варті тієї крові. Наумов, що дізнався про зникнення «Антибіотика», вирішує знайти йому заміну і запрошує на бесіду «Бабуїна». В цей час «Антибіотик» відсиджується у свого старого кореша Шмулевич в селі, «потопаючої» в казково красивих лісах Новгородської області. А потім посилає того в Ростов-на-Дону до Гені-кілеру. У поїзді Шмулевич дізнається співробітник міліції і той потрапляє в кабінет до Микити Микитовича Кудасова. За відсутності свого «пахана» «Бабуїн» вирішує замінити його і збирає «сходняк».
Обнорський приходить до редактора Разгонова і просить його передати Кудасова зібраний компромат на Наумова. В цей час Кудасова вдається схилити Шмулевич до співпраці і з його допомогою взяти кілера на гарячому.

### Четверта серія
Наумов просить Тіхорецкого з'ясувати, де ховається «Антибіотик». Вночі в село приїжджають Наумівський водолази, і під самим носом у Кудасова з трьома операми вбивають вівчарку Шмулевич і викрадають «Антибіотика», загорнувши його в ковдру. Отямився «Антибіотик» в якомусь підвалі, і крізь марево, що застеляє очі, бачить Наумова, який повідомляє, що під впливом психотропних речовин Палич видав всі свої тайники з заначками. «Антибіотик» чує наказ Наумова: «Кінчайте його, він більше не потрібен». Доктор Наумова робить бандиту смертельний укол, і «Антибіотик» вмирає на очах у Наумова, перед смертю встигнувши перегризти своєму вбивці-доктору глотку. Тим часом Обнорський зустрічає вийшов з в'язниці Звєрєва. Наумов передає «господарство» «Антибіотика» «Бабуїн», а потім вимагає у віце-губернатора Кирила Гринько повернути борг. Обнорський і Звєрєв приїжджають до банкіра Аркадію Монахову і знаходять підтвердження тому, що Настя дійсно підставила Звєрєва.

### П'ята серія
Люди Стаса змушують нейрохірурга Ерліха зізнатися в тому, що він колись поставив діагноз Тихорецької. Обнорський і Звєрєв вистежують Кирила Гринько, упадав за Анастасією. До Пітера з Архангельської колоній повертається «Солдат», і вони зі Звєрєвим і Обнорського їдуть до Галкіна, а на інший день Звєрєв і «Солдат» їдуть в квартиру, де Настя зустрічається з жиголо Владом. Вони вимагають повернути гроші, але навіть під градом неспростовних доказів колишня суддя намагається викрутитися. А потім направляє пістолет на Звєрєва.

### Шоста серія
Пострілу не було, і Тихорецька зрозуміла, що їй доведеться повернути 850 000 доларів. Вона вирішує викачати гроші з Кирила, який був винен Наумову. Звєрєв з Обнорського зустрічаються в ресторані з Чайковським і передають йому обріз, з якого стріляли у вікно судді. Не переживши ганьби, «в міру підлий» Чайковський стріляється з цього обріза. Гринько приносить Насті гроші для передачі Наумову, але вона віддає їх «Солдату», а свого коханця «замовляє» щоб позбутися зайвого свідка. Кілер, що ховався на горищі, розстрілює машину, в якій сиділи Гринько з дружиною Марією. Марія несмертельно поранена, а Гринько убитий. Обнорський зустрічається з Марією і дізнається номера банкнот, які Кирило передавав Насті. Ці банкноти виводять на замовника «віце-губернатора»-Анастасію Тихорєцьку.

### Сьома серія
Марія дзвонить в Москву високопоставленому чиновнику Сергію Сергійовичу і розповідає про те, що Обнорський знайшов «замовника» її чоловіка. Той дає наказ встановити спостереження за Андрієм. Звєрєв, дізнавшись про походження грошей, повертає їх Насті. Вона пропонує Звєрєву «здати» свого чоловіка-полковника «з усіма потрохами», і передає відеозапис з компроматом. Касета потрапляє до судді Ксендзова, і Тихорєцький змушений піти у відставку. «Бабуїн» вирішує прибрати Кудасова і робить так, що Микиту переводять до Москви. В Пітер приїжджає Сергій Сергійович, людина ще більш могутній, ніж Наумов. Московський візитер зустрічається з Настею, розігруючий роль невтішної коханки. Але Сергій Сергійович знає вже все, навіть те, як вона давала вказівку кілерам. При зустрічі він розповідає про «кидку» Наумову, і наказує йому не чіпати Обнорського і Звєрєва. Наумов велить Насті приїхати, але вона взявши гроші поспішає в аеропорт, і по дорозі дзвонить на прощання Звєрєву. По дорозі машина Тихорецької стикається з іншого проїжджає машиною пліч-о-пліч. Відбувається вибух, і Анастасія гине; Звєрєв приїжджає на місце трагедії і тужить за коханій жінці. Катя дзвонить Обнорського і повідомляє, що змушена знову податися в біга через можливі переслідувань з боку Наумова. Обнорський забирається на горище і починає друкувати книгу під назвою «Бандитський Петербург».

## Цікаві факти
- Фільм примітний, серед іншого, тим, що герої часто п'ють пиво «Балтика». Також воно часто ніби «випадково» з'являється в кадрі. Це пов'язано з тим, що спонсором фільму виступила пивоварна компанія «Балтика». В даному випадку можна говорити про прихованої реклами. У зв'язку з цим, після введення в РФ заборони на рекламу пива до 22:00, даний серіал не демонструється в денний час по загальнодоступним телеканалам.

## Технічні дані
- Виробництво: студія «2-Б-2 Інтертеймент»
- Художній фільм ТВ, кольоровий.
- Обмеження за віком: для глядачів старше 14 років
- Прокатне посвідчення № 21102903 від 28.02.2003 р.
- Перший показ у кінотеатрі:
- Збори:
- Перший показ по центральному ТБ: 2003 р.
- Виключні права на відтворення та розповсюдження: «МостВідеоФільм»
- Видання на DVD: 2 DVD, звук Dolby Digital, PAL, 5-я зона, без субтитрів, видавець: «МостВідеоФільм» 2005 р.
- Видання на VHS: 2 VHS, звук 2.0, PAL, видавець: «Медіатека Паблішинг»
- Видання на mpeg4:??
- Видання на інших носіях:??
- Оригінал фільму зберігається в: ЗАТ «кіном»

Шаблон:Бандитський Петербург